# Loma Mansa
Loma Mansa är Sierra Leones högsta berg. Det är 1 945 meter högt och ligger i bergskedjan Loma Mountains. Bergets lägre sluttningar täcks av regnskog och är hemvist för ett flertal djurarter. Bland dessa märks dvärgflodhäst, dvärgkrokodil, rödbrun fiskuggla och ett flertal primater.